# アンドレア・ゾルジ
アンドレア・ゾルジ（Andrea Zorzi, 1965年7月29日 - ）は、イタリアの元男子バレーボール選手。元イタリア代表。

## 来歴
ノアーレ出身。1986年8月12日、ボルミオで行われたギリシャ戦で代表デビューを飾り、イタリア代表として、歴代9位に当たる通算325試合に出場。1990年、1994年の世界選手権でそれぞれ優勝、1996年アトランタオリンピックで銀メダルの獲得に貢献した。
キャリアの大部分をセリエAのクラブで過ごし、パルマ在籍時の1990年にスクデット獲得と、2度のコッパ・イタリア優勝に貢献、トレヴィーゾ在籍時の1996年にもスクデットを獲得し、1995年欧州チャンピオンズリーグの優勝に貢献した。
1991年、国際バレーボール連盟からその年の最優秀選手に選ばれ、1990年ワールドリーグ、1991年ワールドリーグで2大会連続の最優秀選手賞を受賞。1992年ワールドリーグではベストサーバー賞を受賞した。
2007年、欧州バレーボール連盟が現役引退選手を対象とした欧州選手権を開催し、40歳から50歳までの部門に出場。決勝でロシアを破り、イタリアチームの優勝に貢献するとともに、MVPを獲得した。
現役引退後はセリエAの解説者を経て、フリージャーナリスト、テクニカルコメンテーターとしてFIVBと協力し、オリンピックを始めとする国際大会の広報活動やブログ等のウェブコンテンツ制作を担当している。
2024年にバレーボール殿堂入り。

## 球歴
ナショナルチーム代表歴
- オリンピック - 1992年（5位）、1996年（銀メダル）
- 世界選手権 - 1990年、1994年（金メダル）
- ワールドグランドチャンピオンズカップ - 1993年（優勝）
- ワールドリーグ - 1990年、1991年、1992年（優勝）
- 欧州選手権 - 1989年、1993年、1995年（優勝）

クラブチーム優勝歴
- セリエA1 - 1990年、1996年
- コッパ・イタリア - 1987年、1990年
- 欧州チャンピオンズリーグ - 1995年
- 欧州スーパーカップ - 1989年、1995年
- トップチームズカップ - 1988年、1989年、1990年

## 所属クラブ
- テルモメク・パドヴァ（1982-1985年）
- パッラヴォーロ・パルマ（1985-1990年）
- バレー・ゴンザーガ・ミラノ（1990-1994年）
- シスレー・トレヴィーゾ（1994-1996年）
- ルーベ・マチェラータ（1996-1998年）